# Nejmocnější hrdinové Marvelu
Nejmocnější hrdinové Marvelu je komiksová série. Stejně jako za Ultimátním komiksovým kompletem, i za touto komiksovou sérií stojí italské nakladatelství Hachette Fascicoli. 

## Obsah
Série vychází v pevné vazbě. Celá série opět vytvoří na hřbetě obraz, jeho autorem je tentokrát Adi Granov. Základní barvou knih je červená, proto se jim často přezdívá „Červené UKK“. Na každém hřbetu se dále nachází číslo dílu, a ikonka dané postavy/týmu, o kterém díl pojednává.
Na podzim 2015 proběhl v některých městech zkušební prodej prvních čtyř knih další série s týdenní periodicitou.  Každá kniha se vždy soustředí na jednu postavu, nebo tým, přičemž vždy přináší jeden z příběhů, kde má představovaná postava prominentní roli. Většina knih dále přináší příběh původu (v tabulce sešity za středníkem) a bonusy, jako je historie postav nebo přehled nejlepších příběhů. Původní série měla původně čítat 60 knih, v roce 2016 byla ale rozšířena o dalších 40 na počet 100 knih, a později na celkový počet 120 knih. Cena první knihy byla 49 Kč, druhé knihy 99 Kč a od třetí knihy 249 Kč. Celorepublikový byl spuštěn 26. 8. 2016. dne 2. 11. 2018 bylo oznámeno, že se česká verze rozšiřuje na 120 knih.

## Seznam komiksů
| Svazek | Postava/tým                                   | Název                                                    | Originální název                                                 | Sešity | Původně vydáno         | Datum vydání       |
| ------ | --------------------------------------------- | -------------------------------------------------------- | ---------------------------------------------------------------- | --- | ---------------------- | ------------------ |
| 1      | Avengers                                      | Avengers: Ultron Unlimited                               | Avengers (Vol. 3) #0 + #19–22; Avengers (Vol. 1) #1              | Avengers (Vol. 3) #0 + #19–22; Avengers (Vol. 1) #1                                                                                                | 1963; 1999             | 26. srpna 2016     |
| 2      | Spider-Man                                    | Amazing Spider-Man: Šťastné narozeniny                   | Amazing Spider-Man: Happy Birthday                               | Amazing Spider-Man (Vol. 2) #57–58 + (Vol. 1) #500–502; Amazing Spider-Man (Vol. 1) Annual #1 a Spider-Manův příběh z Amazing Fantasy (Vol. 1) #15 | 2003; 1964 a 1962      | 9. září 2016       |
| 3      | Wolverine                                     | Wolverine: Hon na Mystique                               | Wolverine: Get Mystique                                          | Wolverine (Vol. 3) #62–65; Incredible Hulk (Vol. 1) #181                                                                                           | 2008; 1974             | 23. září 2016      |
| 4      | Hawkeye                                       | Hawkeye                                                  | Hawkeye                                                          | Hawkeye (Vol. 1) #1–4; Iron Manův příběh z Tales of Suspense #57, Avengers (Vol. 1) #16                                                            | 1983; 1964 a 1965      | 7. října 2016      |
| 5      | Iron Man                                      | Iron Man: Pod maskou Iron Mana                           | Iron Man: Mask in the Iron Man                                   | Iron Man (Vol. 3) #1/2, 26–30; Tales of Suspense #39                                                                                               | 2000; 1963             | 21. října 2016     |
| 6      | Captain America                               | Captain America: Válka a vzpomínky                       | Captain America: War and Remembrance                             | Captain America (Vol. 1) #247–255 | 1980–1981              | 4. listopadu 2016  |
| 7      | Hulk                                          | Incredible Hulk: Váleční štváči                          | Incredible Hulk: Dogs of War                                     | Incredible Hulk (Vol. 2) #12–20 | 2000                   | 18. listopadu 2016 |
| 8      | Power Man                                     | New Avengers: Luke Cage                                  | New Avengers: Luke Cage                                          | New Avengers: Luke Cage #1–3; Power Man and Iron Fist (Vol. 1) #50–53                                                                              | 2010; 1978             | 2. prosince 2016   |
| 9      | Bratři ve zbrani                              | Bratři ve zbrani: Odpoledne pod psa                      | Warriors Three: Dog Day Afternoon                                | Warriors Three #1–4; Marvel Fanfare (Vol. 1) #34–37                                                                                                | 2011; 1987–1988        | 16. prosince 2016  |
| 10     | Captain Marvel                                | Captain Marvel                                           | Captain Marvel                                                   | Captain Marvel (Vol. 1) #17–23, Marvel Spotlight (Vol. 2) #1–2                                                                                     | 1969–1972; 1979        | 30. prosince 2016  |
| 11     | Fantastic Four                                | Fantastic Four: Pád Doktora Dooma                        | Fantastic Four: The Overthrow of Doom                            | Fantastic Four (Vol. 1) #192–200 | 1978                   | 13. ledna 2017     |
| 12     | X-Men                                         | X-Men: Premiéra                                          | X-Men: Season One                                                | X-Men: Season One; Marvel Graphic Novel #5 | 2012; 1982             | 27. ledna 2017     |
| 13     | Black Widow                                   | Black Widow: Návrat domů                                 | Black Widow: Homecoming                                          | Black Widow (Vol. 3) #1–6; Iron Manův příběh z Tales of Suspense #52; Amazing Spider-Man (Vol. 1) #86                                              | 2004–2005; 1964 a 1970 | 10. února 2017     |
| 14     | Strážci Galaxie                               | Odkaz Strážců Galaxie                                    | Guardians of the Galaxy: Legacy                                  | Guardians of the Galaxy (Vol. 2) #1–6; Thor (Vol. 1) Annual #6                                                                                     | 2008; 1977             | 24. února 2017     |
| 15     | Human Torch                                   | Torch                                                    | The Torch                                                        | The Torch #1–8 | 2009–2010              | 10. března 2017    |
| 16     | Vision                                        | Ikony Avengers: Vision                                   | Avengers Icons: The Vision                                       | Avengers Icons: The Vision #1–4; Avengers (Vol. 1) #57–58                                                                                          | 2002; 1968             | 24. března 2017    |
| 17     | Falcon                                        | Falcon: Vítězové a poražení                              | The Falcon                                                       | The Falcon #1–4; Captain America (Vol. 1) #117–119                                                                                                 | 1983–1984; 1969        | 7. dubna 2017      |
| 18     | Deadpool                                      | Deadpool: Sázka na nejistotu                             | Deadpool: Suicide Kings                                          | Deadpool: Suicide Kings #1–5; New Mutants (Vol. 1) #98                                                                                             | 2009; 1991             | 21. dubna 2017     |
| 19     | Valkýra                                       | Fearless Defenders: Morové panny                         | Fearless Defenders: Doom Maidens                                 | Fearless Defenders #1–6 | 2013                   | 5. května 2017     |
| 20     | Punisher                                      | Punisher: Krvavý kruh                                    | Punisher: Circle of Blood                                        | Punisher (Vol. 1) #1–5; Amazing Spider-Man (Vol. 1) #129                                                                                           | 1986; 1974             | 19. května 2017    |
| 21     | Nick Fury                                     | Tajní válečníci: Nick Fury, Agent ničeho                 | Secret Warriors – Nick Fury: Agent of Nothing                    | Secret Warriors (Vol. 1) #1–6; Sgt. Fury & His Howling Commandos #1                                                                                | 2009; 1963             | 2. června 2017     |
| 22     | Black Panther                                 | Black Panther: Vidět Wakandu a zemřít                    | Black Panther: See Wakanda and Die                               | Black Panther (Vol. 4) #39–41; Fantastic Four (Vol. 1) #52–53                                                                                      | 2008; 1966             | 16. června 2017    |
| 23     | Mockingbird                                   | New Avengers: Shledání                                   | New Avengers: The Reunion                                        | New Avengers: The Reunion #1–4; Marvel Team-Up (Vol. 1) #95                                                                                        | 2009; 1980             | 30. června 2017    |
| 24     | Defenders                                     | Defenders: Bez nároku na obranu                          | Defenders: Indefensible                                          | Defenders (Vol. 3) #1–5 | 2005                   | 14. července 2017  |
| 25     | Daredevil                                     | Daredevil: Muž beze strachu                              | Daredevil: The Man Without Fear                                  | Daredevil: The Man Without Fear #1–5; Daredevil (Vol. 1) #1                                                                                        | 1993–1994; 1964        | 28. července 2017  |
| 26     | Doctor Strange                                | Doctor Strange: Do Nitra Temné dimenze                   | Doctor Strange: Into the Dark Dimension                          | Doctor Strange (Vol. 2) #68–74; příběh Doctora Strange ze Strange Tales (Vol. 1) #110                                                              | 1984–1985; 1963        | 11. srpna 2017     |
| 27     | Scarlet Witch                                 | Avengers West Coast: Scarletina mise                     | Avengers West Coast: Vision Quest/Darker Than Scarlet            | Avengers West Coast #47–52; X-Men (Vol. 1) #4 | 1989; 1964             | 25. srpna 2017     |
| 28     | Iron Fist                                     | Immortal Iron Fist: Poslední příběh                      | Immortal Iron Fist: The Last Iron Fist Story                     | Immortal Iron Fist #1–6; Marvel Premiere #15 | 2007; 1974             | 8. září 2017       |
| 29     | Blade                                         | Blade: Zase nemrtví                                      | Blade: Undead Again                                              | Blade (vol. 5) #1–6; Tomb of Dracula #10 | 2006–2007; 1973        | 22. září 2017      |
| 30     | Inhumans                                      | Tajná invaze: Inhumans                                   | Secret Invasion: Inhumans                                        | Secret Invasion: Inhumans #1–4; příběhy Nelidí z Thor (Vol. 1) #146–147                                                                            | 2008; 1967             | 6. října 2017      |
| 31     | Beast                                         | Beast: Zrození bestie                                    | Beast                                                            | Amazing Adventures (vol. 2) #11–16, Incredible Hulk (vol. 1) #161                                                                                  | 1972–1973              | 20. října 2017     |
| 32     | Thor                                          | Thor: Ragnarök (Avengers: Rozpad – Thor)                 | Avengers Disassembled: Thor                                      | Thor (vol. 2) #80–85; Journey into Mystery (vol. 1) #83                                                                                            | 2004; 1962             | 3. listopadu 2017  |
| 33     | Shang-Chi                                     | Pavoučí ostrov: Smrtící pěst kung-fu                     | Spider-Island: Deadly Hands of Kung-Fu                           | Spider-Island: Deadly Hands of Kung-Fu #1–3, Deadly Hands of Kung-Fu (vol. 2) #1–4                                                                 | 2011, 2014             | 16. listopadu 2017 |
| 34     | Warlock                                       | Warlock a Stráž nekonečna                                | Warlock and the Infinity Watch                                   | Warlock and the Infinity Watch #1–6; Marvel Premiere #1–2                                                                                          | 1992; 1972             | 1. prosince 2017   |
| 35     | Hank Pym (Ant-Man/Giant Man/Yelowjacket/Wasp) | Mighty Avengers: Nejmocnější na světě                    | Mighty Avengers: Earth's Mightiest                               | Mighty Avengers (vol. 1) #21–26; Ant-Manovy příběhy z Tales To Astonish (vol. 1) #27 + #35                                                         | 2009; 1962             | 15. prosince 2017  |
| 36     | Hercules                                      | Herc: Bohové Brooklynu                                   | Fear Itself: Herc                                                | Herc #1–6; Journey Into Mystery Annual (vol 1) #1                                                                                                  | 2011; 1965             | 29. prosince 2017  |
| 37     | Wasp                                          | Avengers: V obležení                                     | Avengers: Under Siege                                            | Avengers (vol. 1) #270–271 + #273–277; příběh Ant-Mana a Wasp z Tales To Astonish (vol. 1) #44                                                     | 1986–1987; 1963        | 12. ledna 2018     |
| 38     | Ghost Rider                                   | Ghost Rider: Začarovaný kruh                             | Ghost Rider: Vicious Cycle                                       | Ghost Rider (vol. 6) #1–7; Marvel Spotlight (vol. 1) #5                                                                                            | 2006–2007; 1972        | 26. ledna 2018     |
| 39     | Wonder Man                                    | Wonder Man a Beast                                       | Avengers Two: Wonder Man & Beast                                 | Avengers Two: Wonder Man & Beast #1–3; Avengers (vol. 1) #9 a #158–160                                                                             | 2000, 1964 a 1977      | 9. února 2018      |
| 40     | Silver Surfer                                 | Silver Surfer: Heroldův úděl                             | Silver Surfer: The Herald Ordeal                                 | Silver Surfer (vol 3.) #70–75; Silver Surfer (vol. 1) #1                                                                                           | 1992; 1968             | 23. února 2018     |
| 41     | Elektra                                       | Daredevil: Elektřina sága                                | Daredevil: The Elektra Saga                                      | Daredevil (vol. 1) #174–181; Daredevil (vol. 1) #168                                                                                               | 1981–1982; 1981        | 9. března 2018     |
| 42     | Black Knight                                  | Captain Britain & MI:13: Upíří stát                      | Captain Britain & MI:13: Vampire State                           | Captain Britain & MI:13 #10–15 a Annual; Avengers (vol. 1) #47–48                                                                                  | 2009; 1967             | 23. března 2018    |
| 43     | Moon Knight                                   | Moon Knight: Zmrtvýchvstání                              | Moon Knight: From the Dead                                       | Moon Knight (vol. 7) #1–6; Werewolf by Night (vol. 1) #32                                                                                          | 2014; 1975             | 6. dubna 2018      |
| 44     | Star-Lord                                     | Anihilace: Dobytí Haly – Star-Lord                       | Annihilation: Conquest – Star-Lord                               | Annihilation: Conquest – Star-Lord #1–4; Star-Lordovy příběhy z Marvel Preview #4 a 11                                                             | 2007; 1976, 1982       | 20. dubna 2018     |
| 45     | Mýval Rocket                                  | Mýval Rocket: Strážce kvadrantu Keystone                 | Rocket Raccoon: Guardian of the Keystone Quadrant                | Rocket Raccoon (vol. 1) #1–4; Incredible Hulk (vol. 1) #271 a příběh z Marvel Preview #7                                                           | 1985; 1982 a 1976      | 4. května 2018     |
| 46     | Captain Britain                               | Captain Britain a MI13: Zbraně Avalonu                   | Captain Britain & MI-13: Secret Invasion                         | Captain Britain & MI-13 #1–4; Captain Britain (vol .1) #1–2, Marvel Team-Up (vol .1) #65–66                                                        | 2008; 1976, 1978       | 18. května 2018    |
| 47     | Nova                                          | Anihilace: Nova                                          | Annihilation: Nova                                               | Annihilation: Nova #1–4; Nova (vol. 1) #1–4 | 2006; 1976             | 1. června 2018     |
| 48     | Machine Man                                   | Machine Man                                              | Machine Man 2020                                                 | Machine Man (vol. 2) #1–4; Machine Man (vol. 1) #1 & Marvel Two-In-One (vol. 1) #92–93                                                             | 1984–1985; 1978, 1982  | 15. června 2018    |
| 49     | Spider-Woman                                  | Spider-Woman, Agentka S.W.O.R.D.u                        | Spider-Woman: Agent of S.W.O.R.D.                                | Spider-Woman (vol.4) #1–7; Marvel Spotlight (vol. 1) #32                                                                                           | 2009–2010; 1977        | 29. června 2018    |
| 50     | Ant-Man (Scott Lang)                          | FF: Fantastic Faux                                       | FF: Fantastic Faux                                               | FF (Vol. 2) #1–7; Marvel Premiere #47–48 | 2012–2013; 1979        | 13. července 2018  |
| 51     | She-Hulk                                      | Sezační She-Hulk                                         | Sensational She-Hulk: From Savage to Sensational                 | Sensational She-Hulk #1–8; Savage She-Hulk (vol. 1) #1                                                                                             | 1989; 1980             | 27. července 2018  |
| 52     | Cloak a Dagger                                | Cloak & Dagger: Dcera světla, syn temnoty                | Cloak & Dagger: Child of Darkness, Child of Light                | Cloak & Dagger (vol. 1) #1–4; Peter Parker, The Spectacular Spider-Man (vol. 1) #64                                                                | 1983; 1982             | 10. srpna 2018     |
| 53     | Captain Marvel (Carol Danversová)             | Captain Marvel: V touze létat                            | Captain Marvel: In Pursuit of Flight                             | Captain Marvel (Vol. 7) #1–6; Ms. Marvel (Vol. 1) #1–3                                                                                             | 2012; 1977             | 24. srpna 2018     |
| 54     | War Machine                                   | War Machine: Železné srdce                               | War Machine: Iron Heart                                          | War Machine (Vol. 2) #1–5; Iron Man (vol. 1) #281–284                                                                                              | 2009; 1992             | 7. září 2018       |
| 55     | Spider-Girl                                   | Spider-Girl: Dědictví                                    | Spider-Girl: Legacy                                              | Spider-Girl (vol. 1) #1–7; What If? (vol. 2) #105                                                                                                  | 1998–1999; 1998        | 21. září 2018      |
| 56     | Marvel Boy                                    | Marvel Boy                                               | Marvel Boy                                                       | Marvel Boy (vol. 2) #1–6 | 2000                   | 5. října 2018      |
| 57     | Sentry                                        | Sentry                                                   | The Sentry                                                       | Sentry #1–5, Sentry: Fantastic Four, Sentry: Spider-Man, Sentry: Hulk, Sentry: X-Men, Sentry: The Void                                             | 2000–2001              | 19. října 2018     |
| 58     | Jessica Jonesová                              | Puls: Na hraně                                           | The Pulse: Thin Air                                              | The Pulse #1–5, New Avengers (vol. 1) Annual #1 | 2004, 2006             | 2. listopadu 2018  |
| 59     | Winter Soldier                                | Winter Soldier: Ledové jaro                              | Winter Soldier: Bitter March                                     | Winter Soldier: Bitter March #1.Now–5; Captain America (vol. 5) #1                                                                                 | 2014; 2005             | 16. listopadu 2018 |
| 60     | Young Avengers                                | Young Avengers: Debutanti                                | Young Avengers Presents                                          | Young Avengers Presents #1–6; Young Avengers (Vol. 1) #1                                                                                           | 2008; 2005             | 30. listopadu 2018 |
| 61     | Generation X                                  | Generation X: Třetí generace                             | Generation X: Third Genesis                                      | Generation X (Vol. 1) #1–6 | 1994–1995              | 14. prosince 2018  |
| 62     | Invaders                                      | Invaders: Přicházejí Invaders                            | Invaders: The Coming of Invaders                                 | Giant-Size Invaders #1, Invaders (vol. 1) #1–6, Marvel Premiere #29–30                                                                             | 1975–1976              | 28. prosince 2018  |
| 63     | West Coast Avengers                           | West Coast Avengers: Avengers, do boje!/Odpoutaný Ultron | West Coast Avengers: Avengers Assemble!/Ultron Unbound           | West Coast Avengers (vol. 1) #1–4, Avengers: West Coast #89–91                                                                                     | 1984, 1993             | 11. ledna 2019     |
| 64     | Red Hulk                                      | Hulk: Kdo je Red Hulk?/Hulk z Arábie                     | Hulk: World War Hulks/Hulk of Arabia                             | Hulk (vol. 2) #22–24, #42–46 | 2010, 2011–2012        | 25, ledna 2019     |
| 65     | Runaways                                      | Runaways: Naše malé štěstí                               | Runaways: Pride & Joy                                            | Runaways (vol. 1) #1–6 | 2003                   | 8. února 2019      |
| 66     | Thing                                         | Thing: Projekt Pegas                                     | The Thing: The Pegasus Project                                   | Marvel Two-in-One (vol. 1) #53–58, 60; Fantastic Four (vol. 1) #51                                                                                 | 1979; 1966             | 22. února 2019     |
| 67     | Namor                                         | Namor, Vládce moří                                       | Namor the Sub-Mariner                                            | Namor The Sub-Mariner (Vol. 1) #1–9 | 1990                   | 8. března 2019     |
| 68     | Akademie Avengers                             | Akademie Avengers: Trvalý záznam                         | Avengers Academy: Permanent Record                               | Avengers Academy #1–6, příběh z Enter the Heroic Age                                                                                               | 2010                   | 22. března 2019    |
| 69     | Great Lakes Avengers                          | GLA: Chyba lávky                                         | GLA                                                              | G.L.A. #1–4; Avengers West Coast #46 | 2005; 1989             | 5. dubna 2019      |
| 70     | Pet Avengers                                  | Pet Avengers                                             | Pet Avengers                                                     | Lockjaw and the Pet Avengers #1–4, Avengers vs. Pet Avengers 1–4                                                                                   | 2009, 2010             | 18. dubna 2019     |
| 71     | Profesor X                                    | X-Men: Sága ostrova Muir                                 | X-Men: The Muir Island Saga                                      | Uncanny X-Men (Vol. 1) #278–280 & X-Factor (Vol. 1) #69–70; Uncanny X-Men (Vol. 1) #117                                                            | 1991; 1979             | 3. května 2019     |
| 72     | New Mutants: Nová krev/Medvědí démon          | New Mutants: Renewal/Death-Hunt                          | New Mutants                                                      | Marvel Graphic Novel #4, New Mutants (Vol. 1) #18–21                                                                                               | 1982, 1984             | 17. května 2019    |
| 73     | Union Jack                                    | Union Jack: Tradice, víra a osud/Pád Londýna             | Union Jack: Tradition, Faith anf Fate/London Falling             | Union Jack (Vol. 1) #1–3, Union Jack (vol. 2) #1–4                                                                                                 | 1998, 2006             | 31. května 2019    |
| 74     | Spider-Man 2099                               | Spider-Man 2099: Vyvrženec času                          | Spider-Man 2099: Out of Time                                     | Spider-Man 2099 (vol. 2) #1–4, materiál z Amazing Spider-Man (vol. 3) #11; Spider-Man 2099 (vol. 1) #1–3                                           | 2014; 1992             | 14. června 2019    |
| 75     | New Warriors                                  | New Warriors: Na začátku                                 | New Warriors                                                     | New Warriors #1–6; Thor #411–412 | 1990; 1989             | 28. června 2019    |
| 76     | Excalibur                                     | Excalibur: Čas tasit meč                                 | Excalibur: The Sword is Drawn!                                   | Excalibur (Vol. 1) #1–5 + Excalibur Special | 1988–1989              | 12. července 2019  |
| 77     | Venom (Flash Thompson)                        | Venom: Toxická pomsta                                    | Venom: Toxin with a Vengeance!                                   | Venom (Vol. 2) #31–35; Amazing Spider-Man (Vol. 1) #574, Venom (Vol. 2) #1                                                                         | 2013; 2008, 2011       | 26. července 2019  |
| 78     | Alpha Flight                                  | Alpha Flight: Odhodlání                                  | Alpha Flight                                                     | Alpha Flight (vol. 1) #1–6 & materiál z Alpha Flight (vol. 1) #7–8; X-Men #120                                                                     | 1983–1984; 1979        | 9. srpna 2019      |
| 79     | Miles Morales, Ultimátní Spider-Man           | V síti pavouků                                           | Spider-Men                                                       | Spider-Men #1–5; Ultimate Comics Spider-Man (vol. 2) #1 a materiál z Ultimate Fallout #4                                                           | 2012; 2011             | 23. srpna 2019     |
| 80     | Ben Reilly, Scarlet Spider                    | Spider-Man: Pokání                                       | Spider-Man: Redemption                                           | Spider-Man: Redemption #1–4, Peter Parker: Spider-Man #75; Amazing Spider-Man #149                                                                 | 1996; 1975             | 6. září 2019       |
| 81     | Quasar                                        | Quasar: Osud vzešlý z popela                             | Quasar                                                           | Quasar #1–9 | 1989–1990              | 20. září 2019      |
| 82     | Thunderbolts                                  | Thunderbolts: Spravedlnost jako blesk                    | Thunderbolts: Justice Like Lightning…                            | Thunderbolts (vol. 1) #1–5, Annual 1997; Incredible Hulk (Vol. 1) #449                                                                             | 1997; 1996             | 4. října 2019      |
| 83     | Beta Ray Bill                                 | Stormbreaker: Sága o Beta Ray Billovi                    | Stormbreaker: The Saga of Beta Ray Bill                          | Stormbreaker: The Saga of Beta Ray Bill #1–6; Thor (Vol. 1) #337–338                                                                               | 2005; 1983             | 18. října 2019     |
| 84     | Squirrel Girl                                 | Unbeatable Squirrel Girl: Veverky všech zemí, spojte se  | Unbeatable Squirrel Girl: Squirrel Power                         | Unbeatable Squirrel Girl (vol. 1) #1–5; materiál z Marvel Super Heroes (vol. 2) #8                                                                 | 2015; 1991             | 1. listopadu 2019  |
| 85     | Jean Greyová                                  | Dobrodružství Cyclopse a Phoenix                         | The Adventures of Cyclops and Phoenix                            | X-Men (Vol. 2) #30, The Adventures of Cyclops and Phoenix #1–4; X-Men Origins: Jean Grey                                                           | 1994; 2008             | 15. listopadu 2019 |
| 86     | Quicksilver                                   | Quicksilver/Nájemní hrdinové: Wundagore v obležení       | Quicksilver/Heroes for Hire: The Siege of Wundagore              | Quicksilver #11–13, Heroes for Hire (Vol. 1) #15–16 a Heroes for Hire & Quicksilver Annual '98                                                     | 1998                   | 29. listopadu 2019 |
| 87     | Ghost Rider (Robbie Reyes)                    | All-New Ghost Rider: Odkaz                               | All-New Ghost Rider: Legend!                                     | All-New Ghost Rider #6–10; All-New Ghost Rider #1                                                                                                  | 2014–2015; 2014        | 13. prosince 2019  |
| 88     | Cyclops                                       | Cyclops: Odysea                                          | Cyclops: Odyssey                                                 | Marvel Icons: Cyclops #1–4; X-Men Origins: Cyclops                                                                                                 | 2001; 2010             | 27. prosince 2019  |
| 89     | Invisible Woman                               | Fantastic Four: Zloba                                    | Fantastic Four: Malice                                           | Fantastic Four (Vol. 1) #280–284 | 1985                   | 10. ledna 2020     |
| 90     | Killraven                                     | Killraven: Válka světů II                                | Killraven                                                        | Killraven #1–6; Amazing Adventures (vol. 2) #18 | 2002–2003; 1973        | 24. ledna 2020     |
| 91     | Multiple Man (Jamie Madrox)                   | Madrox: Možnost volby                                    | Madrox: Multiple Choice                                          | Madrox #1–5; Giant Size Fantastic Four #4 | 2004–2005; 1975        | 7. února 2020      |
| 92     | Deathlok                                      | Deathlok: Oživlá noční můra Michaela Collinse            | Deathlok                                                         | Deathlok (vol. 1) #1–4; Astonishing Tales #25 | 1990; 1974             | 21. února 2020     |
| 93     | Secret Avengers                               | Secret Avengers: Nenápadně zachraň svět                  | Secret Avengers: Run the Mission, Don't Get Seen, Save the World | Secret Avengers (vol. 1) #16–20; Secret Avengers (vol. 1) #1                                                                                       | 2011; 2010             | 6. března 2020     |
| 94     | Nova (Sam Alexander)                          | Nova: Přízrak Nova Corps                                 | Nova: Nova Corpse                                                | Nova (vol. 5) #11–16; Nova (vol. 5) #1–2 | 2013–2014; 2016        | 20. března 2020    |
| 95     | Nick Fury Jr.                                 | Secret Avengers: Vizionář                                | Secret Avengers: Reverie                                         | Secret Avengers (vol. 2) #1–5; Battle Scars #1, materiál z Marvel Now! Point One                                                                   | 2013; 2011             | 3. dubna 2020      |
| 96     | Agent Coulson                                 | S.H.I.E.L.D.: Dokonalá střela                            | S.H.I.E.L.D.: Perfect Bullets                                    | S.H.I.E.L.D. (vol. 3) #1–6 | 2014–2015              | 17. dubna 2020     |
| 97     | Superior Spider-Man                           | Superior Spider-Man Team-up: Versus                      | Superior Spider-Man Team-up: Versus                              | Superior Spider-Man Team-up #1–4, Scarlet Spider (vol. 2) #20; Superior Spider-Man #1                                                              | 2013; 2013             | 30. dubna 2020     |
| 98     | Ms. Marvel (Kamala Khanová)                   | Ms. Marvel: Generace Proč?                               | Ms. Marvel: Generation Why                                       | Ms. Marvel (vol. 3) #6–11; Ms. Marvel (vol. 3) #1                                                                                                  | 2014–2015; 2014        | 14. května 2020    |
| 99     | Silk                                          | Silk: Život a doba Cindy Moonové                         | Silk: Life and Times of Cindy Moon                               | Silk (vol. 1) #1–7; Amazing Spider-Man (vol. 3) #4                                                                                                 | 2015; 2014             | 29. května 2020    |
| 100    | Spider-Gwen                                   | Web Warriors: Svět podle Electra                         | Web Warriors: Electroverse                                       | Web-Warriors #1–5; Edge of Spider-Verse #2 | 2015–2016; 2014        | 12. června 2020    |
| 101    | Havok                                         | X-Men: Ve jménu císaře                                   | X-Men: Emperor Vulcan                                            | X-Men: Emperor Vulcan #1–5; X-Men (Vol. 1) #54–55                                                                                                  | 2007–2008; 1969        | 26. června 2020    |
| 102    | Angel                                         | Psylocke a Archangel: Krvavý úsvit                       | Psylocke and Archangel: Crimson Dawn                             | Psylocke and Archangel: Crimson Dawn #1–4; materiál z X-Men (Vol. 1) #54–56                                                                        | 1997; 1969             | 10. července 2020  |
| 103    | Polaris                                       | All-New X-Factor: Pod značkou X (X Nebo kříž)            | All New X-Factor: Not Brand X                                    | All New X-Factor #1–6; X-Men (Vol. 1) #49–52 | 2014; 1968             | 24. července 2020  |
| 104    | Iceman                                        | X-Men: Operace nulová tolerance                          | X-Men: Zero Tolerance                                            | X-Men (vol. 2) #66–69; X-Men Origins: Iceman | 1997; 2009             | 7. srpna 2020      |
| 105    | Banshee                                       | X-Men: Phalanxský pakt – Generace X                      | X-Men: Phalanx Covenant                                          | X-Men (vol. 2) #36–37 & Uncanny X-Men (Vol. 1) #316–317; X-Men (Vol. 1) #28                                                                        | 1994; 1967             | 21. srpna 2020     |
| 106    | Storm                                         | X-Men: Dva lidé z cizích světů                           | X-Men: Worlds Apart                                              | X-Men: Worlds Apart #1–4; Uncanny X-Men (Vol. 1) #186 + #198                                                                                       | 2008–2009; 1984 + 1985 | 4. září 2020       |
| 107    | Human Torch (Johnny Storm)                    | Human Torch: Žár                                         | Human Torch: Burn                                                | Human Torch (Vol. 2) #1–6 | 2003                   | 18. září 2020      |
| 108    | Colossus                                      | Uncanny X-Men: Colossusova zkouška                       | Uncanny X-Men: The Trial of Colossus                             | Uncanny X-Men (Vol. 1) #122–124; Colossus #1, X-Men Origins: Colossus                                                                              | 1979; 1997, 2008       | 2. října 2020      |
| 109    | Mister Fantastic                              | Fantastic Four: Citlivka                                 | Fantastic Four: Sentient                                         | Fantastic Four (Vol. 3) #60–64; Fantastic Four (Vol. 1) #1                                                                                         | 2002; 1961             | 16. října 2020     |
| 110    | Nightcrawler                                  | Nightcrawler: S ďáblem v duši                            | Nightcrawler: The Devil Inside/Ghosts on the Tracks              | Nightcrawler (Vol. 3) #1–6; X-Men Origins: Nightcrawler                                                                                            | 2004–2005; 2010        | 30. října 2020     |
| 111    | Angela                                        | Angela, Zabiják z Asgardu                                | Angela, Asgard's Assassin: Priceles                              | Angela: Asgard's Assassin #1–6; Guardians of the Galaxy (vol. 3) #5–6                                                                              | 2014–2015; 2013        | 13. listopadu 2020 |
| 112    | Naprosto úžasný Hulk                          | Naprosto úžasný Hulk: Choův čas                          | Totally Awesome Hulk: Cho Time                                   | Totally Awesome Hulk #1–6; materiál z Amazing Fantasy (vol. 2) #15                                                                                 | 2015–2016; 2006        | 27. listopadu 2020 |
| 113    | Neuvěřitelná Gwenpool                         | Unbelievable Gwenpool: Věřte tomu                        | Unbelievable Gwenpool: Believe It                                | Unbelievable Gwenpool #1–6; materiál z Howard the Duck (vol. 6) #1–3                                                                               | 2016; 2015–2016        | 11. prosince 2020  |
| 114    | Ironheart (Riri Williamsová)                  | Neporazitelný Iron Man – Ironheart: Riri Williamsová     | Invincible Iron Man – Ironheart: Riri Williams                   | Invincible Iron Man (vol. 4) #1–5; materiál z Invincible Iron Man (vol. 3) #7–14                                                                   | 2016–2017; 2016        | 23. prosince 2020  |
| 115    | Neoblíbený Iron Man                           | Neoblíbený Iron Man: Neoblíbený                          | Infamous Iron Man: Infamous                                      | Infamous Iron Man #1–6 | 2016–2017              | 8. ledna 2021      |
| 116    | X-23                                          | X-23: Ztracená nevinnost                                 | X-23: Innocence Lost                                             | X-23 (vol. 1) #1–6 | 2005                   | 22. ledna 2021     |
| 117    | Rogue                                         | Rogue: Nový začátek                                      | Rogue                                                            | Rogue (vol. 1) #1–4; Avengers (vol. 1) Annual #10, Uncanny X-Men (vol. 1) #171                                                                     | 1994–1995; 1981, 1983  | 5. února 2021      |
| 118    | Cable                                         | Cable: Dítě války                                        | Cable: War Baby                                                  | Cable (vol. 2) #1–5; New Mutants (vol. 1) #87 | 2008; 1990             | 19. února 2021     |
| 119    | Kitty Prydeová                                | Kitty Prydeová a Wolverine                               | Kitty Pryde & Wolverine                                          | Kitty Pryde & Wolverine #1–6; Uncanny X-Men (vol. 1) #129–131                                                                                      | 1984–1985; 1980        | 5. března 2021     |
| 120    | Gambit                                        | Gambit                                                   | Gambit                                                           | Gambit (vol. 3) #1–7; Uncanny X-Men (vol. 1) #266                                                                                                  | 1999; 1990             | 19. března 2021    |

## Tituly nevydané v Česku
| Hrdina/Tým     | Příběh                                   | Originální název                               | Sešity                                                                                          |
| -------------- | ---------------------------------------- | ---------------------------------------------- | ----------------------------------------------------------------------------------------------- |
| Jean Greyová   | All-New X-Men: Přišel včerejšek          | All-New X-Men: Here Comes Yesterday            | All-New X-Men (Vol. 1) #1–5; X-Men Origins: Jean Grey                                           |
| X-Men          | X-Men: Děti Atomu                        | X-Men: Children of the Atom                    | X-Men: Children of the Atom #1–6; X-Men (Vol. 1) #1                                             |
| Uncanny X-Men  | Uncanny X-Men: Dny minulé budoucnosti    | Uncanny X-Men: Days of Future Past             | Uncanny X-Men (Vol. 1) #138–142; Marvel Graphic Novel #5                                        |
| Quicksilver    | Syn klanu M                              | Son of M                                       | Son of M #1–6; Avengers Origins: Scarlet Witch & Quicksilver                                    |
| Iron Man       | Invincible Iron Man: Pět nočních můr     | The Invincible Iron Man: The Five Nightmares   | Invincible Iron Man (Vol. 1) #1–7; Tales of Suspense #39                                        |
| Thanos         | Thanos povstal                           | Thanos Rising                                  | Thanos Rising #1–5; Iron Man (vol. 1) #55                                                       |
| Thanos         | Thanosova pouť                           | Thanos' Quest                                  | Thanos' Quest #1–2; Iron Man (vol. 1) #55                                                       |
| Red Skull      | Avengers: Rudá zóna                      | Avengers: Red Zone                             | Avengers (vol. 3) #65–70; Captain America Comics #7, Tales of Suspense #79                      |
| Doctor Octopus | Spider-Man – Doctor Octopus: Rok jedna   | Spider-Man – Doctor Octopus: Year One          | Spider-Man: Doctor Octopus: Year One #1–5; Amazing Spider-man (Vol. 1) #3                       |
| Magneto        | Magneto Rex                              | Magneto Rex                                    | X-Men (Vol. 2) #86–87, Uncanny X-Men #366–367, X-Men: The Magneto War #1, Magneto Rex #1–3      |
| Kingpin        | Daredevil: Láska a válka                 | Daredevil: Love & War                          | Marvel Graphic Novel #24; Amazing Spider-Man (vol. 1) #50–52                                    |
| Venom          | Venom: Temné zrození                     | Venom: Dark Origin                             | Venom: Dark Origin #1–5; Amazing Spider-Man (vol. 1) #300                                       |
| Green Goblin   | Peter Parker, Spider-Man: Návrat Golbina | Peter Parker: Spider-Man: Return of the Goblin | Peter Parker: Spider-Man #44–47; Amazing Spider-Man (vol. 1) #14                                |
| Doctor Doom    | Knihy Doomovy                            | Books of Doom                                  | Books of Doom #1–6; Fantastic Four (Vol. 1) #5                                                  |
| Loki           | Loki                                     | Loki                                           | Loki (Vol. 1) 1–4; Journey into Mystery (Vol. 1) #85                                            |
| MODOK          | Modokovi parťáci                         | Modok's 11                                     | Super-Villain Team-Up: Modok’s 11 #1–5; Tales of Suspense #93–94, Captain America (Vol. 1) #133 |
| Ultron         | Avengers: Hněv Ultrona                   | Avengers: Rage of Ultron                       | Avengers: Rage of Ultron; Avengers (Vol. 1) #54–55                                              |
| Apocalypse     | Vzestup Apocalypse                       | Rise of Apocalypse                             | Rise of Apocalypse #1–4; X-Factor (Vol. 1) #5–6                                                 |
| Punisher       | Punisher: Rok jedna                      | The Punisher:Year One                          | The Punisher:Year One #1–4; Amazing Spider-Man (Vol. 1) #129                                    |
| Deadpool       | Deadpool: Pronásledování v kruhu         | Deadpool: The Circle Chase                     | Deadpool: The Circle Chase #1–4, materiál z Deadpool 900; New Mutants (Vol. 1) #98              |